# Siderit
Siderit je mineral železov(II) karbonat FeCO3. Siderit je pomembna železova ruda, ker vsebuje 48 % železa in ne vsebuje žvepla in fosforja. Železo je lahko delno zamenjano z magnezijem ali manganom.
Vsebuje lahko do 11 odstotkov MnCO3, 12 odstotkov MgCO3 in 2 odstotka CaCO3.
Njegovo ime je nastalo iz grške besede σίδηρος, sideros, 'železo'.   

## Lastnosti
Kristalizira v heksagonalnem kristalnem sistemu. Kristali so romboedrični z značilno sedlasto ukrivljenimi in razbrazdanimi ploskvami. Lahko je tudi masiven. Barva je lahko rumena do temno rjava ali črna. Črna barva je posledica prisotnosti mangana, zato se ta različek imenuje tudi manganosiderit.
Siderit ima trdoto 3,5–4, specifično težo 3,8, belo barvo črte in steklast do bisern sijaj.

## Nahajališča
Najpogostejša nahajališča siderita so hidroretmalne žile. Pogosto spremlja barit, fluorit, galenit in druge minerale. Pojavlja se tudi v skrilavcih in peščenjakih, v katerih včasih tvori konkrecije. V sedimentnih kamninah pogosto nastaja v plitvih kotanjah, njegova sestava pa je odvisna od sestave okoliških sedimentov.

## Uporaba
Siderit je karbonatna železova ruda, ki med praženjem pri temperaturi 500 - 600 °C razpade na FeO in CO2:
FeCO3  →  FeO + CO2
Nastali FeO se nato oksidira v Fe2O3:
4FeO + O2  →  2Fe2O3
Sideritne rude pogosto vsebujejo veliko jalovine, zato so za proizvodnjo surovega železa manj primerne.